# Gonomyia jurata
Gonomyia jurata là một loài ruồi trong họ Limoniidae. Chúng phân bố ở miền Australasia.